# Onni Kasslin
Onni Olavi Kasslin (* 27. Februar 1927 in Vantaa; † 9. August 2003 in Helsinki) war ein finnischer Radrennfahrer und nationaler Meister im Radsport.

## Sportliche Laufbahn
Kasslin war Teilnehmer der Olympischen Sommerspiele 1948 in London. Er startete in den Wettbewerben im Bahnradsport. Im Zeitfahren belegte er beim Sieg von Jacques Dupont den 10. Platz. Er bestritt mit Erkki Koskinen, Paavo Kuusinen und Torvald Högström auch die Mannschaftsverfolgung. 
Bei den Olympischen Sommerspielen 1952 in Helsinki war er erneut dabei. Im 1000-Meter-Zeitfahren belegte er beim Sieg von Russell Mockridge den 14. Platz.
Kasslin war einer der dominierenden Bahnfahrer Finnlands Ende der 1940er und in den 1950er Jahren. 1947 gewann er die nationale Meisterschaft im Sprint und im 1000-Meter-Zeitfahren. Den Titel im Sprint konnte er erneut 1951 bis 1954 sowie 1956 und 1957 gewinnen. Im Zeitfahren gewann er den Titel auch noch in den Jahren 1951 bis 1954 sowie 1956 und 1957. Die Meisterschaft im Tandemrennen gewann er 1952 bis 1955. Auch in der Mannschaftsverfolgung war er bei den nationalen Titelkämpfen 1952, 1953 und 1957 erfolgreich.